# 日本競輪選手会
一般社団法人日本競輪選手会（にほんけいりんせんしゅかい、英: Japan Professional Cyclist Union、略称：JPCU）は、日本の競輪選手を会員とする一般社団法人。2022年7月13日時点での会員数は2,392名で、理事長は安田光義。

## 組織概要
競輪の創設と共に、各地に結成された競輪の選手会を全国的に統合するため、1951年5月9日に『日本プロフェッショナル・サイクリスト連合』として結成され、翌年4月より社団法人日本競輪選手会（以下、選手会）として正式に発足した。
選手会支部は36都道府県に設置されており、競輪選手はいずれかの支部に所属しなければならず、無所属の場合は競走のあっせんをJKAから拒否される。また選手に対し非常に強い権限を持っており、事実上、選手の雇用主としての側面もある（退職金の支給額に関する権限もある）。そして選手会は労働組合でもある（ユニオン・ショップ制をとっているといえる）。一般の報道などで競輪選手の身分を紹介する際には、日本競輪選手会またはJPCU所属と表記されることが多い。
役員は理事長1名・専務理事1名・常務理事2名・常任理事8名・理事5名・監事3名（内、公認会計士1名）となっており、うち理事長・専務理事・常務理事の4名は常勤役員である。選手会では支部長のみならず役員も現役の競輪選手であるが、特に常勤役員となると選手会の公務で多忙となることから競走へは参加しておらず、事実上の引退状態となっている。競輪では、現役選手は原則として3年間欠場し続けると選手登録が強制的に消除される規程があるが、役員の場合は例外的に登録消除（引退）にはならず、現理事長の安田光義のほか常勤役員である専務理事の金古将人、常務理事の古原勝己、宮越大も（形式上）現役選手ながら競走には参加しておらず、公務に専念している。
競輪選手が競輪以外の自転車競技に関わる時は、関連団体の「日本プロフェッショナルサイクリスト協会」（Japan Professional Cyclist Association・略称JPCA） を通して行なっている。なおJPCAは競輪以外のプロ自転車競技選手も登録している。
競輪選手は、選手会に入会すると同時に共済会（負傷や休業に対する補償を行う）にも入会するシステムになっている。また、現役選手に対しては、30万円を上限として無利子で融資する制度もある。
ほかにも、競輪とは関係ない独自の事業を行って選手会への積立金を立て、会員（選手）に還元する試みを行っている。

## 選手会役員
2024年8月時点の役員。
| 役職     | 氏名     | 所属支部       |
| -------- | -------- | -------------- |
| 理事長   | 安田光義 | 広島           |
| 専務理事 | 金古将人 | 福島           |
| 常務理事 | 古原勝己 | 大阪           |
| 常務理事 | 宮越大   | 富山           |
| 常任理事 | 山田敦也 | 北海道         |
| 常任理事 | 市川健太 | 東京           |
| 常任理事 | 髙木隆弘 | 神奈川         |
| 常任理事 | 山田圭二 | 愛知           |
| 常任理事 | 武田哲二 | 京都           |
| 常任理事 | 内藤敦   | 岡山           |
| 常任理事 | 橋本勝弘 | 愛媛           |
| 常任理事 | 原司     | 佐賀           |
| 理事     | 山口貴弘 | 栃木           |
| 理事     | 白岩大助 | 埼玉           |
| 理事     | 中村浩士 | 千葉           |
| 理事     | 髙田健一 | 徳島           |
| 理事     | 古閑良介 | 福岡           |
| 監事     | 小西誠也 | 三重           |
| 監事     | 四元慎也 | 鹿児島         |
| 監事     | 三浦悟   | （公認会計士） |
| 顧問     | 杉本博哉 | （弁護士）     |

役員は公認会計士・弁護士を除き支部長兼務。

## 選手会支部
2024年8月時点の支部と支部長。
| 支部名 | 支部長名   |
| ------ | ---------- |
| 青森   | 伊藤大志   |
| 宮城   | 大内達也   |
| 茨城   | 鈴木謙太郎 |
| 群馬   | 甲斐康昭   |
| 新潟   | 佐藤政利   |
| 静岡   | 鈴木良太   |
| 岐阜   | 柴田祐也   |
| 福井   | 鷲田幸司   |
| 兵庫   | 中村一将   |
| 奈良   | 伊代野貴照 |
| 和歌山 | 稲毛健太   |
| 山口   | 井山和裕   |
| 香川   | 児玉慎一郎 |
| 高知   | 佐々木則幸 |
| 長崎   | 佐藤幸治   |
| 大分   | 安東英博   |
| 熊本   | 西島貢司   |

選手会役員は支部長兼務のため省略。

## 歴代理事長
- 初　代・・・菊池宣次（1952年9月 - 1957年3月）
- 二　代・・・横田隆雄（1957年4月 - 1962年3月）
- 三　代・・・前田勝美（1962年4月 - 1969年3月）
- 四　代・・・中原保（1969年4月 - 1978年3月）
- 五　代・・・大西敏明（1978年4月 - 1980年8月）
- 六　代・・・須賀昭義（1980年9月 - 1981年3月）
- 七　代・・・小川崇（1981年4月 - 1984年3月）
- 八　代・・・片折行（1984年4月 - 1996年3月）
- 九　代・・・岩楯昭一（1996年4月 - 2007年）
- 十　代・・・鈴木孝幸（2008年 - 2011年3月）
- 十一代・・・富原忠夫（2011年4月 - 2012年6月20日）
- 十二代・・・佐久間重光（2012年6月21日 - 2022年6月）
- 十三代・・・安田光義（2022年6月 - 、現職）

なお、日本競輪選手会ホームページ内『歴代理事長一覧』では、初代が横田隆雄で現職の安田光義が第12代と記されている。

## エピソード
- 1960年3月22日の第10回通常総会において、東京都・茨城県・岐阜県の各支部計500名程度の選手らが、日本競輪選手会が全国単一組織となることに反対を表明し『全国競輪選手会』を結成した。以後、暫くは日本競輪選手会と全国競輪選手会の二つの選手会が併存したが、監督官庁である通商産業省からの指導が入ったこと、日本自転車振興会による仲裁の努力もあり、1963年になって日本競輪選手会の横田隆雄、全国競輪選手会の早川清一、両理事長が退くことで二つの選手会が合併するに至った[10]。1972年3月29日、全選手を会員とする発足当初の単一体に改組することが実現した[11]。
- 他の競技の選手会と違い、競輪の選手会はマスコミやファンにはあまり人気があるとは言えない。これは1989年に開催予定だったKEIRINグランプリ'89を、賞金の値上げ闘争の代償に中止へ追い込んだことが始まりとされる。この際に「ファン無視」と当時のスポーツ新聞は大々的に書きたてた。その後も出走ゲートに選手が揃ったにもかかわらず、先頭誘導員に出走拒否命令を下し、開催が中止になったこともある。
- 選手に対するペナルティをJKAとは別で行うこともある。
  - 松本整が引退前年のレースで失格を連発した際に、選手会が「参加自粛要請」という形でJKAとは別途で事実上の制裁を加えたことついて、松本整は「（JKAの制裁に加えて）二重制裁」「選手会は僕を守ってくれなかった」と反発した。結局、松本整はそれまでのS級1班からいきなりA級に降格を決められたことや、自身を守ってくれなかった選手会に反発し、2004年（平成16年）の高松宮記念杯競輪の優勝を花道に引退した。
  - 2013年12月に、主にS級のトップ選手18名による選手会脱退表明がなされた。のち全員が撤回したものの、競輪界では一時的に混乱が生じたことで、選手会としてはこの事態を重く見て当該選手に対し、長期の出場自粛勧告の処分を下した（ただ、のち競輪の収益に大きな影響が出たことを受けて処分を緩和している）。
  - 2025年2月にドーピング違反が発覚した北井佑季に対しては、JKAが同年5月まであっせん停止、同年6月はあっせんしない期間とする処分を発表した[12]。選手会ではさらに独自で同年7月から12月まで6か月のあっせん自粛処分とした[13]。
  - 2025年4月21日、選手会はデビュー前であった十文字悠真、角田吏、辺見竜馬、西本健三郎、関口朗斗の127期5名に対し、先立って行われた新人選手教育研修において「会員として秩序違反行動（具体的な内容は非公表）を取った」と判断し即帰郷と再受講を命じた。のちこの5名からは3か月間の競輪出場の自粛届が提出されている[14]。